# Vectocleidus
Vectocleidus es un género extinto de plesiosaurio leptocleídido que fue hallado en los depósitos del Cretácico Inferior de la Formación Vectis (finales de la época del Barremiense) de la Isla de Wight, en el Reino Unido. Abarca a una sola especie, Vectocleidus pastorum.